# Go Cat Go!
Go Cat Go! är den amerikanska rockabilly- och rock & rollsångaren Carl Perkins sista studioalbum, utgivet den 15 oktober 1996. På de flesta sångerna framträder Carl Perkins med andra artister. På albumet finns inspelningar från alla tidigare The Beatles-medlemmar; där Paul McCartney, George Harrison och Ringo Starr spelade in nytt material, medan John Lennons version av "Blue Suede Shoes" kommer från livealbumet Live Peace in Toronto 1969.

## Låtlista
| Nr           | Titel                                    | Artist(er)                                                | Längd |
| ------------ | ---------------------------------------- | --------------------------------------------------------- | ----- |
| 1.           | "All Mama's Children"                    | Carl Perkins, John Fogerty                                | 2:15  |
| 2.           | "One More Shot"                          | Carl Perkins, Tom Petty And The Heartbreakers             | 2:49  |
| 3.           | "Rockabilly Music"                       | Carl Perkins, Paul Simon                                  | 3:21  |
| 4.           | "Distance Makes No Difference with Love" | Carl Perkins, George Harrison                             | 4:12  |
| 5.           | "Give Me Back My Job"                    | Carl Perkins, Johnny Cash, Willie Nelson, Tom Petty, Bono | 4:04  |
| 6.           | "Blue Suede Shoes"                       | The Jimi Hendrix Experience                               | 4:03  |
| 7.           | "Quarter Horse"                          | Carl Perkins                                              | 2:24  |
| 8.           | "Don't Stop the Music"                   | Carl Perkins                                              | 3:13  |
| 9.           | "Matchbox"                               | Carl Perkins, Willie Nelson                               | 2:19  |
| 10.          | "Go Cat Go"                              | Carl Perkins                                              | 3:00  |
| 11.          | "Two Old Army Pals"                      | Carl Perkins, Johnny Cash                                 | 2:50  |
| 12.          | "Honey Don't"                            | Carl Perkins, Ringo Starr                                 | 2:43  |
| 13.          | "Wild Texas Wind"                        | Carl Perkins, Willie Nelson                               | 4:16  |
| 14.          | "Restless"                               | Carl Perkins, Tom Petty And The Heartbreakers             | 4:25  |
| 15.          | "A Mile Out of Memphis"                  | Carl Perkins, Paul Simon                                  | 3:05  |
| 16.          | "My Old Friend"                          | Carl Perkins, Paul McCartney                              | 3:21  |
| 17.          | "Blue Suede Shoes"                       | John Lennon                                               | 2:24  |
| Total längd: | Total längd:                             | Total längd:                                              | 52:44 |